# Věrovany
Věrovany (deutsch: Wierowann oder Wierowan, früher auch Werowen) ist eine Gemeinde im Okres Olomouc in der Olomoucký kraj in Tschechien. Věrovany liegt etwa 16 Kilometer südlich von Olmütz. Die Gemeinde erstreckt sich über eine Fläche von 17,81 Quadratkilometern und hat eine Bevölkerung von 1.341 (Stand 3. Juli 2006).

## Gemeindegliederung
Die Gemeinde Věrovany besteht aus den Ortsteilen Nenakonice (Nenakonitz), Rakodavy (Rakodau) und Věrovany. Einziger Katastralbezirk ist Věrovany.

## Fotogalerie

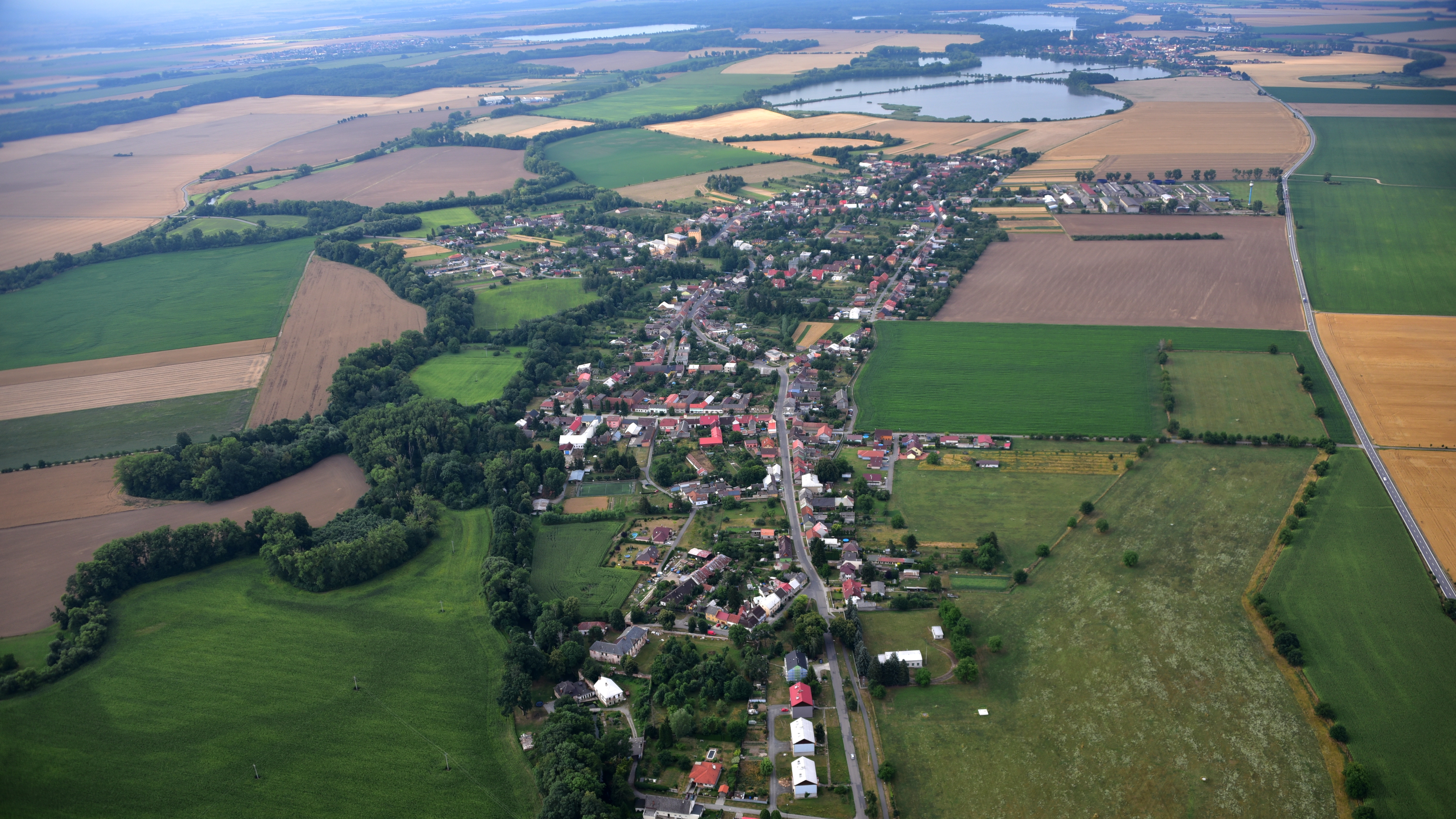
Věrovany, Luftaufnahme (2018)
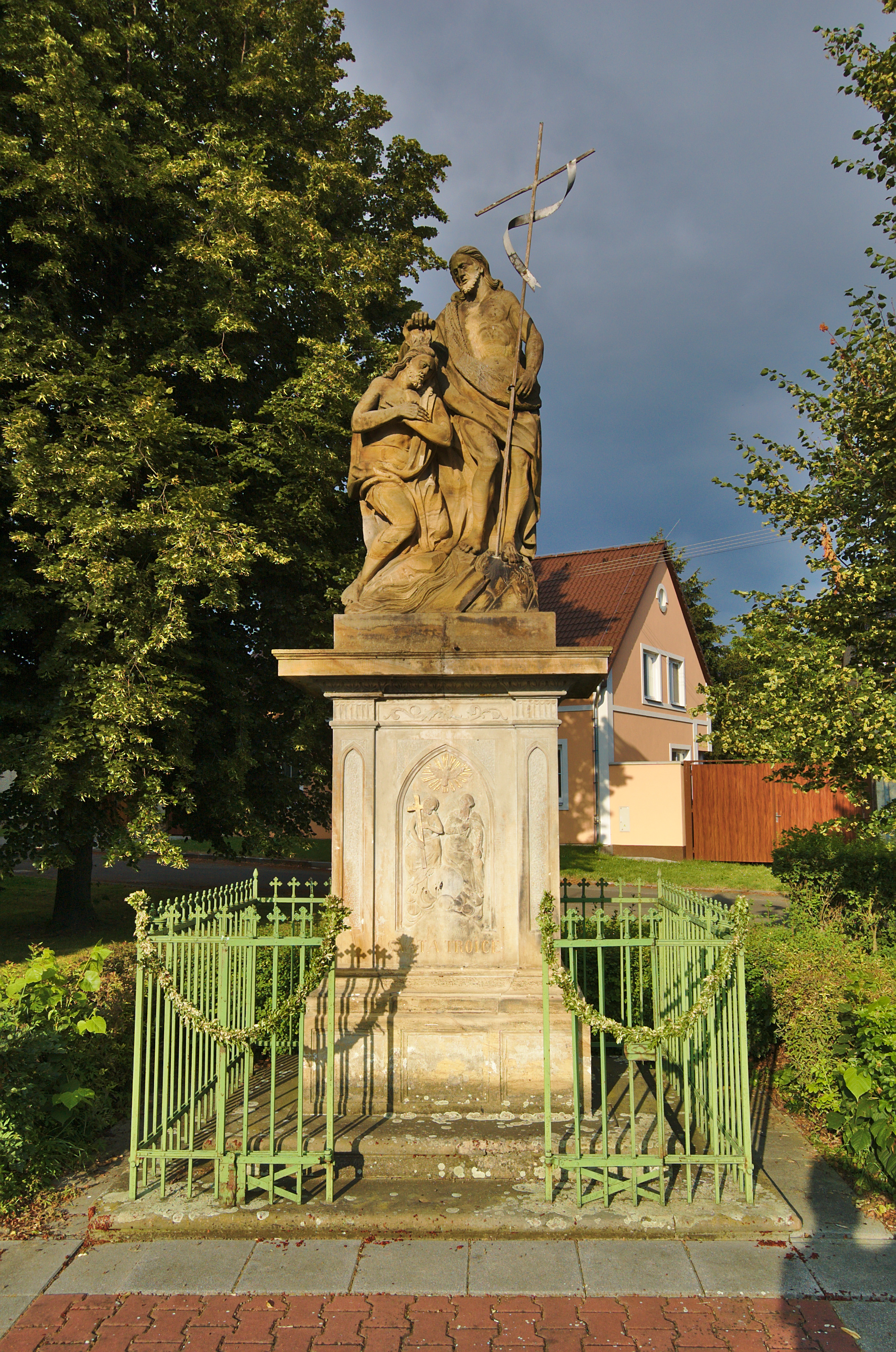
Statue des Heiligen Johannes des Täufers
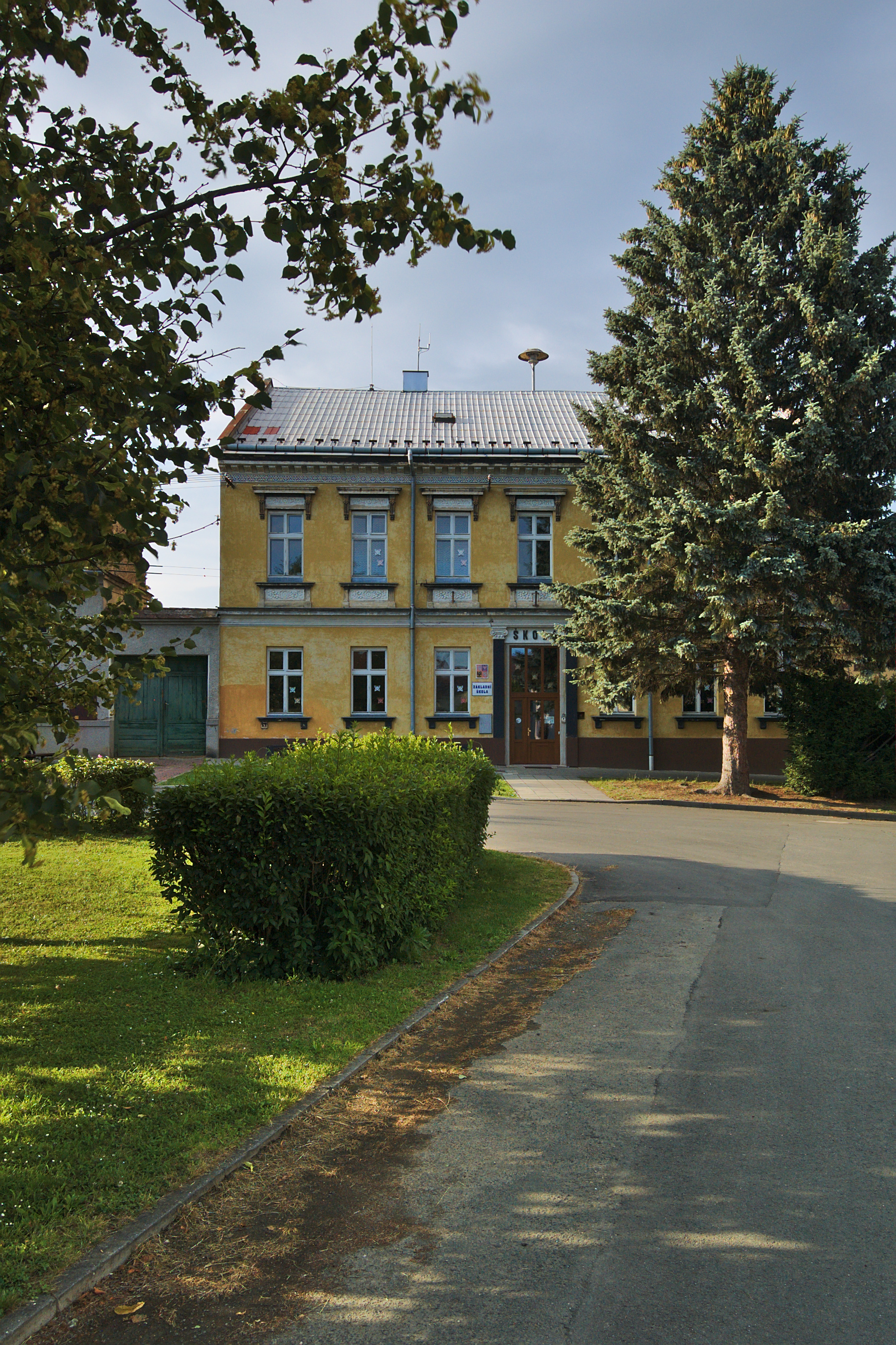
Schule
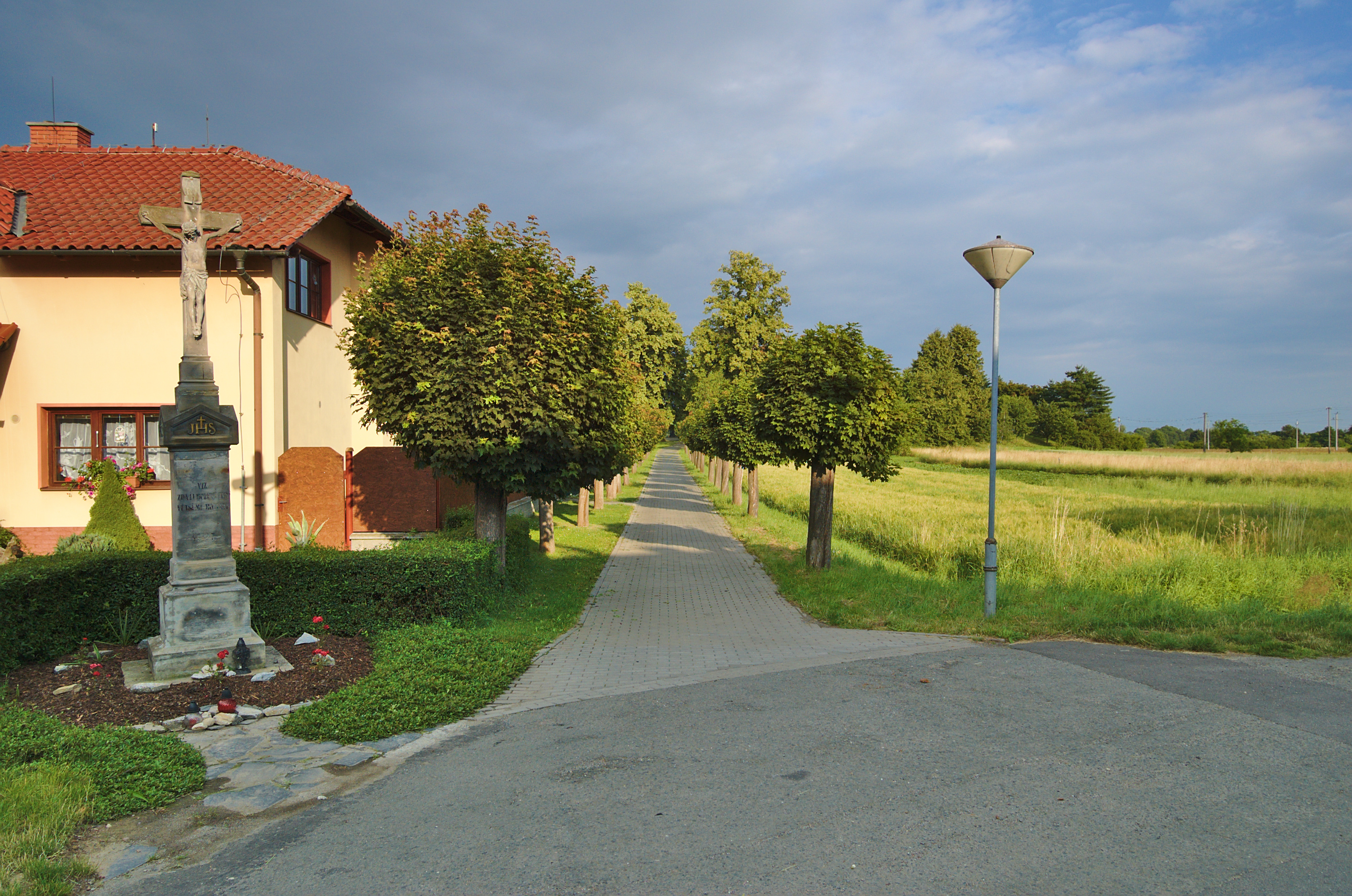
Kreuz in der Nähe der Straße zum Friedhof
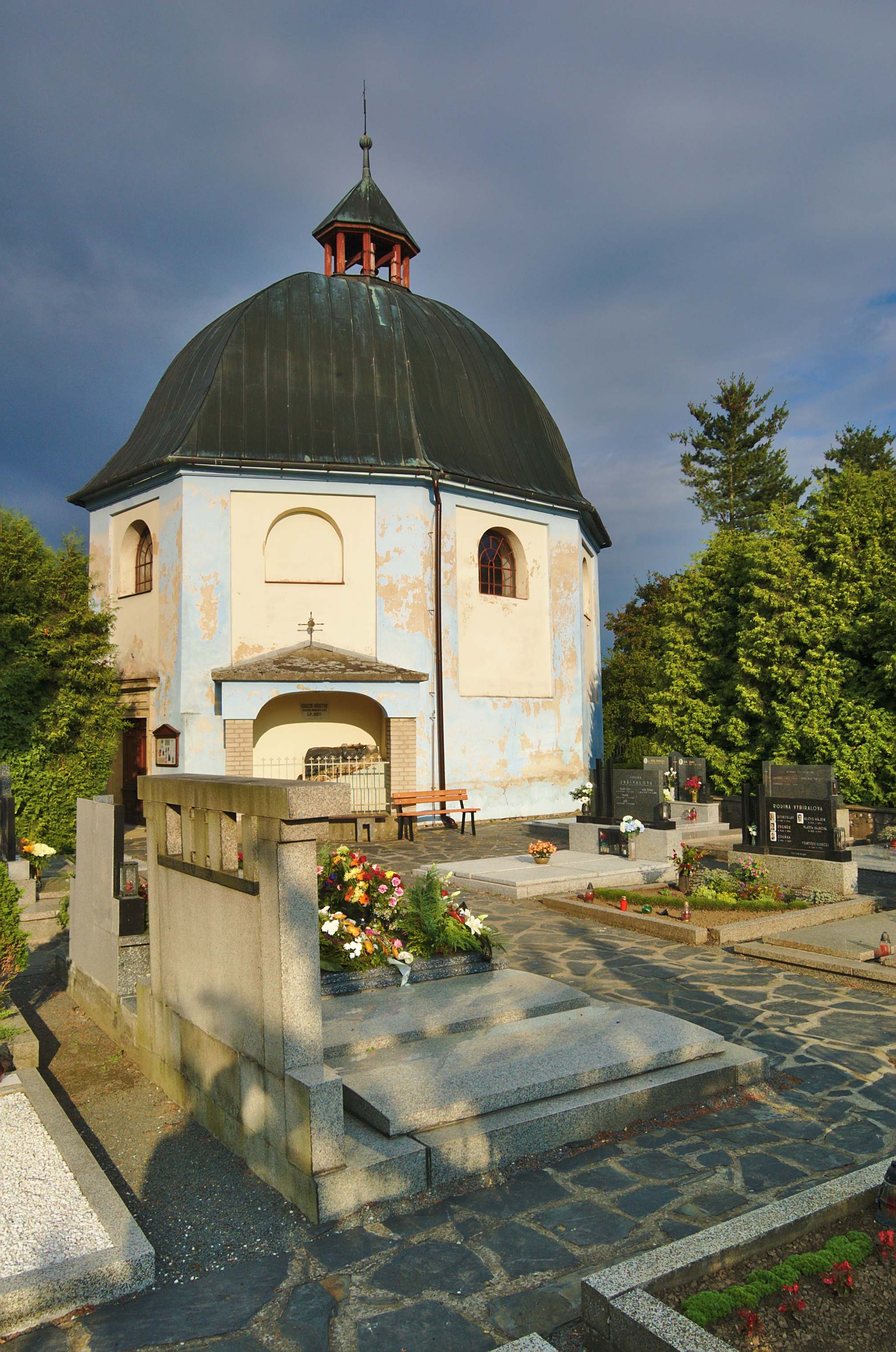
Friedhofskapelle Sankt Franziskus Xaver
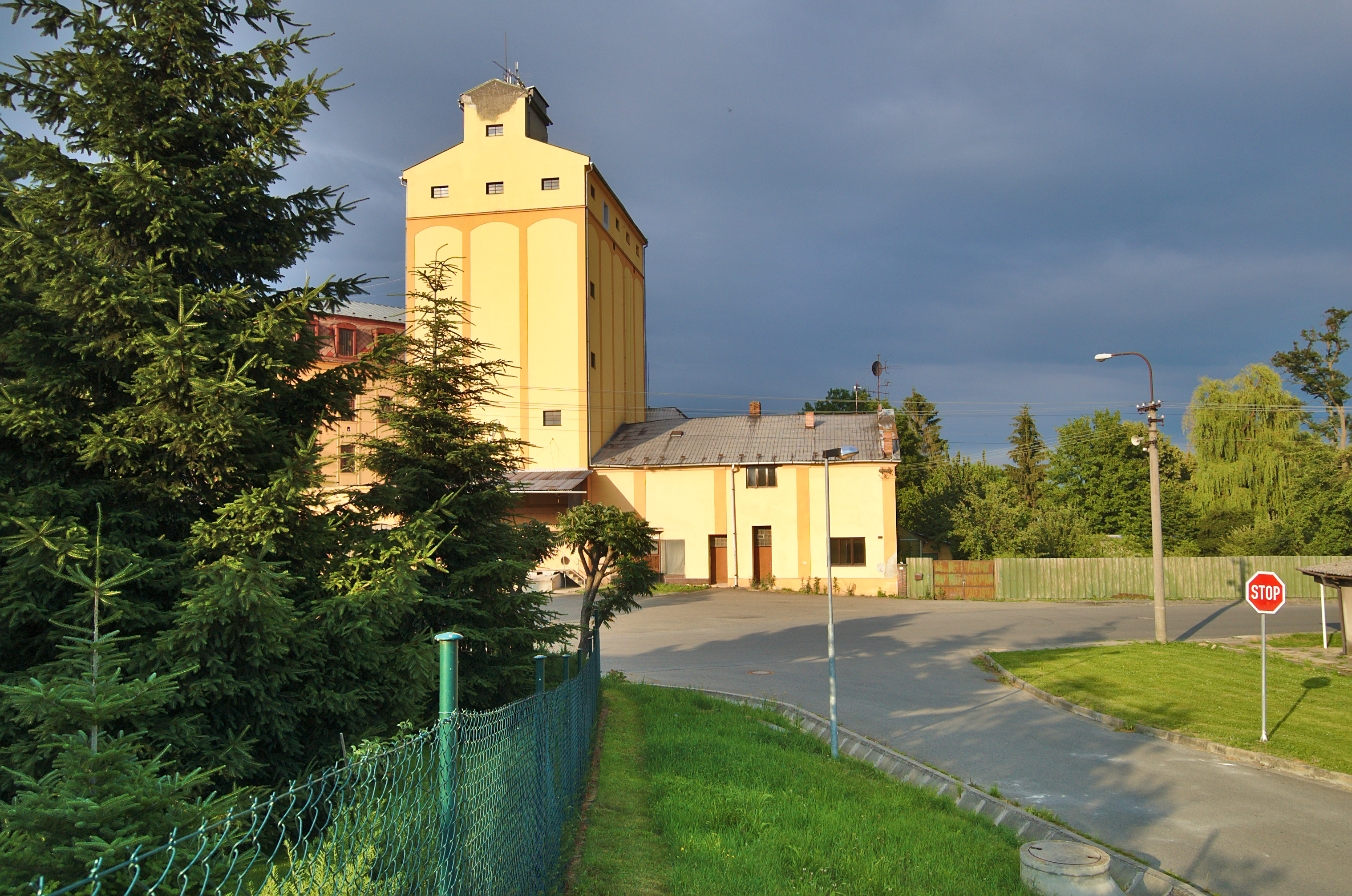
Mühle

## Töchter und Söhne
- Adolf Koczirz (* 1870), österreichischer Jurist und Musikgelehrter, Lehrer von Josef Zuth